# Сельское поселение Подбельск
Сельское поселение Подбельск — муниципальное образование в Похвистневском районе Самарской области.
Административный центр — село Подбельск.

## Административное устройство
В состав сельского поселения Подбельск входят:
- посёлок Верхний Кинель,
- посёлок Среднеягодный,
- посёлок Волжанка,
- село Нижнеягодное,
- село Подбельск,
- железнодорожный разъезд Чувикс.